# Тикове дерево
Тик, або тикове дерево (Tectona grandis) — вид листопадних дерев роду Tectona родини вербенові (Verbenaceae). Росте в мусонних лісах Південної та Південно-Східної Азії. Тик — джерело дуже цінної деревини і є одним з найважливіших сортів деревини, що йде на експорт з Азії.
Назва «тик» походить через посередництво англ. teak і порт. teca від тамільського தேக்கு, «текку» або слова തേക്കു്, «θекку» з мови малаялам.

## Поширення і умови зростання

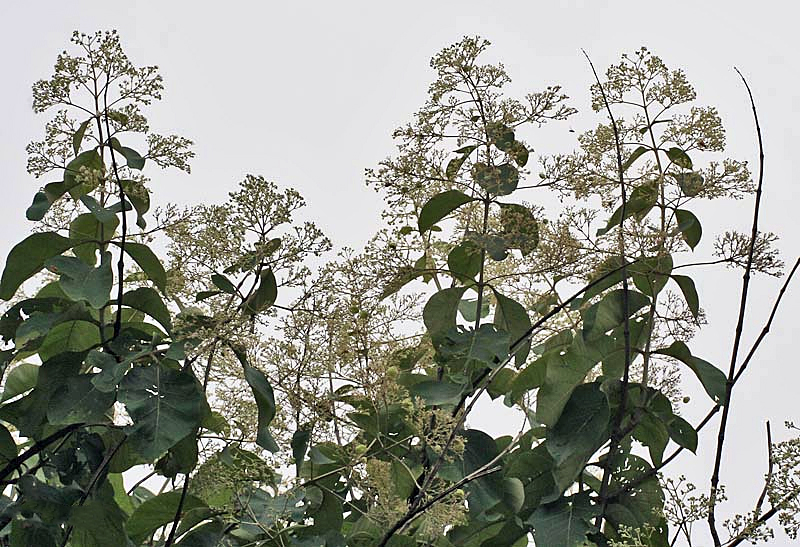
Квіти, плоди і листя

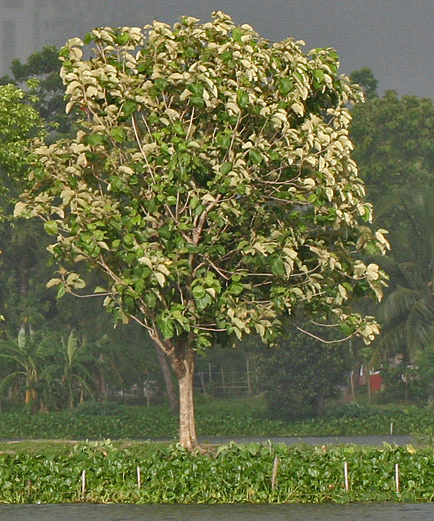
Дерево в свіжому листі в Калькутті, Західна Бенгалія, Індія

Природний ареал тикового дерева розташований в Індії, Індонезії, Малайзії, М'янмі, північному Таїланді і північно-західному Лаосі.
Має кілька різновидів і росте в різних кліматичних умовах, від посушливих областей з кількістю опадів 500 мм на рік до дощових лісів з 5 000 мм опадів на рік. Проте зазвичай кількість опадів в місцях зростання тика складає в середньому 1250—1650 мм в рік, з сухим сезоном, що становить 3—5 місяців.
Через високий попит на деревину, дерево тика також культивується на плантаціях.

## Опис
Дерево тика — велике листопадне дерево, що виростає до 40 м у висоту, з сірими або сіро-коричневими гілками. Листя овальні, 15—45 см завдовжки і 8—23 см завширшки, Черешки товсті 2—4 см завдовжки. Край листка рівний.
Цвіте з червня по серпень білими запашними квітами, зібраними в волоті 25—40 см завдовжки і 30 см шириною. Пелюсткова трубка 2,5—3 мм довжиною з тупими пелюстками 2 мм шириною. Плоди дозрівають з вересня по грудень; плоди кулясті 1,2—1,8 см в діаметрі.

## Використання
Деревина тика має гарну текстуру золотисто-коричневого кольору, використовується для виробництва садових меблів, палуб кораблів і в інших місцях, де потрібна стійкість до погодних впливів. Використовується також для кухонних дощок, підлог, стільниць і як шпон для оздоблення меблів та інтер'єрів.
Деревина легко обробляється, однак, через велику місткість кремнію, може тупити робочі інструменти. Тикова олія робить деревину стійкою проти термітів і гнилі. Деревина, що отримується з старих тикових дерев, вважалася більш довговічною і твердою, ніж деревина плантаційних тиків, але дослідження показали, що вирощений на плантації тик має однакову зі старими деревами стійкість проти гнилі, просторову стабільність, ступінь викривлення і число дефектів поверхні, але є більш схильним до зміни кольору під впливом ультрафіолетових променів.